# Pèlerinage équestre de la Saint-Josse

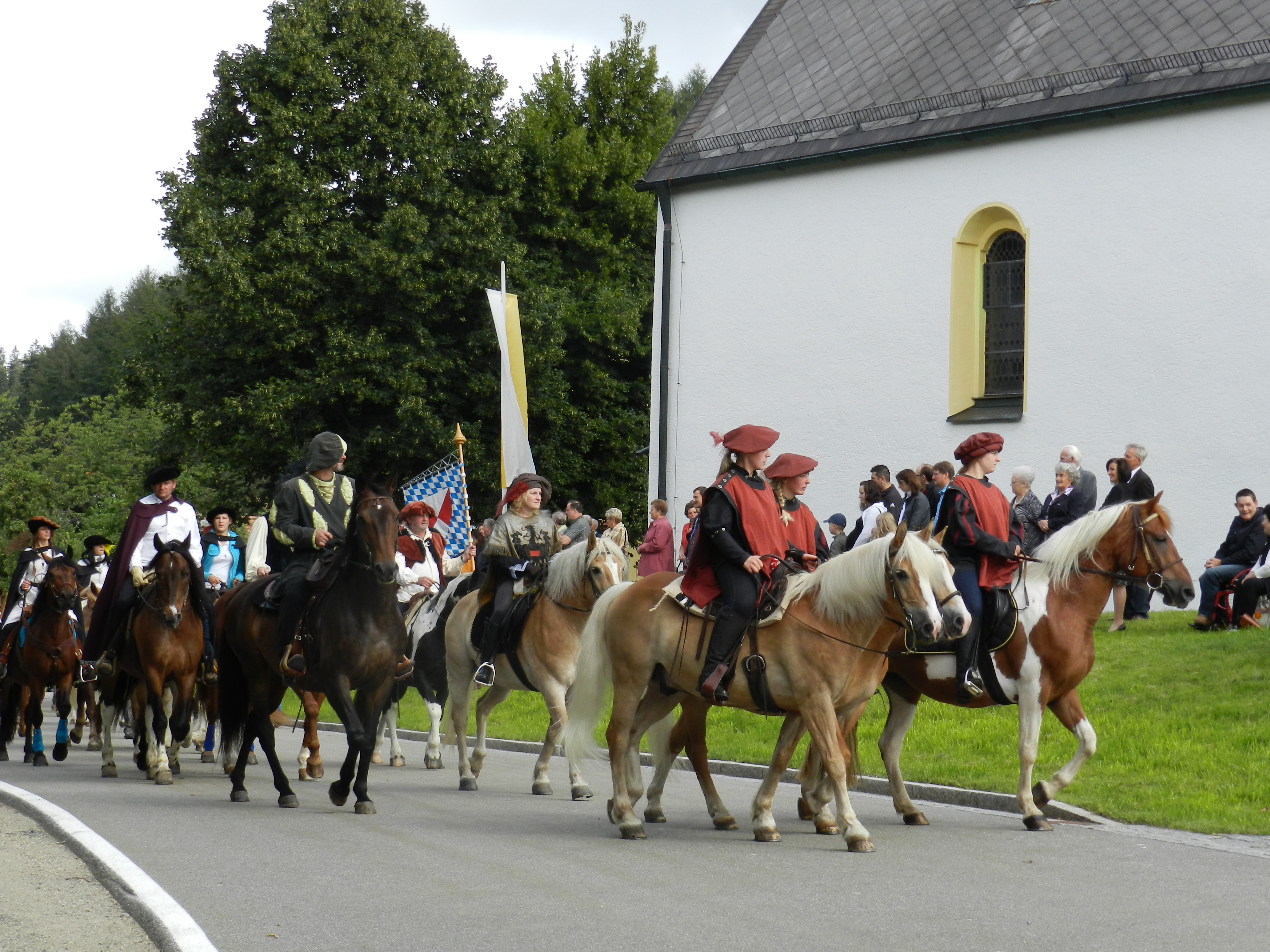
Arrivée de la procession équestre à Tännesberg en juillet 2011

Le pèlerinage équestre de la Saint-Josse (St. Jodok-Ritt) est un pèlerinage à cheval qui se déroule tous les ans à Tännesberg, village bavarois de l'arrondissement de Neustadt an der Waldnaab, les quatrièmes samedi et dimanche de juillet. C'est le deuxième pèlerinage équestre le plus important de Bavière.

## Historique

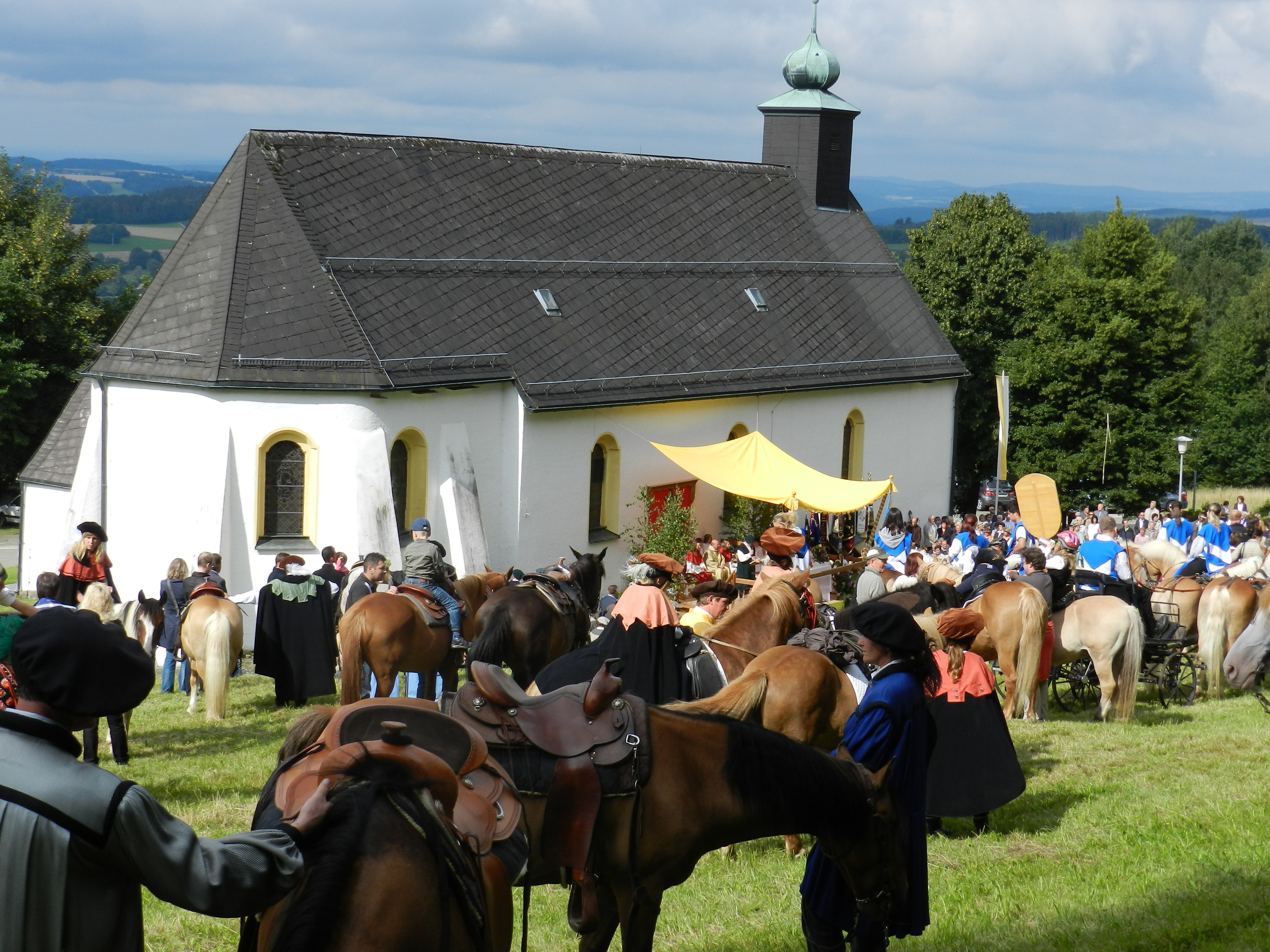
Messe des cavaliers devant l'église de Tännesberg en 2011

Saint Josse descend d'une famille princière celte du nord de la Bretagne. Il naît au début du VIIe siècle. Son frère aîné saint Judicaël renonce à la mort de leurs parents à son héritage et à ses biens en faveur de son frère Josse, qui y renonce également et  étudie la théologie. Judicaël reprend alors la tête de sa principauté. Josse est ordonné prêtre en 637. Il décide ensuite de se joindre à un groupe de pèlerins en partance pour Rome, mais il est retenu en chemin par le comte de Ponthieu, Aymon, qui le garde comme chapelain à sa cour. Il décide en 644 de se retirer dans un ermitage qu'il fonde au bord de l'Authie, puis dans un autre au bord de la Canche. Il est prêtre à Runiac en Picardie à partir de 652. Il réalise ensuite son désir de faire enfin le pèlerinage de Rome; à son retour, il fonde une communauté monastique au bord de la Manche, avec une chapelle en l'honneur des apôtres Pierre et Paul. Elle deviendra plus tard l'abbaye bénédictine Saint-Josse (aujourd'hui dans le Pas-de-Calais). Saint Josse y meurt en 669. C'est le patron des pèlerins et son culte va se répandre dans toute l'Europe occidentale à partir du IXe siècle où sa première Vita est répandue par les bénédictins et surtout au XIe siècle, puis grâce à la Légende dorée, où il est mentionné.
La petite église baroque Saint-Josse de Tännesberg se trouve à l'orée de la forêt de Tännesberg, à quelques kilomètres au-dessus du village-même de Tännesberg. Construite au XIe siècle et consacrée à saint Josse, elle devient rapidement un lieu de pèlerinage en son honneur, car il est invoqué contre la peste. L'église est reconstruite dans sa forme actuelle à la fin du XVIIe siècle. Son plafond à caissons est remarquable avec des rosettes dorées. Le tableau du maître-autel baroque représente saint Josse. L'autel de droite possède un tableau représentant le baptême de Jésus dans le Jourdain, celui de gauche, un tableau représentant le martyre de saint Sébastien surplombé par la Vierge, reine des martyrs, qui l'accueille au ciel à côté de son Fils. Sur la table d'autel de droite, on remarque un buste en bois doré de saint Quirin, patron des cavaliers et des chevaux; sur celle de gauche un buste de saint Roch, protecteur contre la peste. Les trois saints: Josse, Quirin et surtout le premier, saint Roch, sont invoqués contre la peste. L'iconographie de l'église fait donc explicitement référence à la peste (la protection, la vie offerte) qui frappe alors la région depuis qu'elle a éclaté à Vienne à la fin du siècle. C'est depuis cette époque qu'une procession est organisée pour rendre grâces du fait que les hommes et les chevaux ont été épargnés par le fléau. Une croix de procession est offerte à l'église. Le pèlerinage reprend de l'essor en 1796, lorsqu'une épizootie frappe un troupeau de vaches au marché de Tännesberg, et que rapidement le mal parvient à être jugulé. Le pèlerinage devient équestre et il est fixé à la fin de juillet.
Le pèlerinage équestre est interdit après 1866 pour des raisons peu claires. Il reprend vie dans les années 1950. 
L'église Saint-Josse menace ruine dans les années 1960. Grâce au concours des habitants de la région, elle est restaurée et de nouveau consacrée en 1976. Le pèlerinage accueille aujourd'hui aussi bien des cavaliers que des cavalières en costumes d'époque (qui rappellent les années où Tännesberg a échappé à différents fléaux), ainsi que des voitures à cheval. La croix de procession est portée par un char tiré par des chevaux suivie des enfants de la paroisse et de la fanfare. Les cavaliers suivent avec leur bannières de procession.

## Illustrations

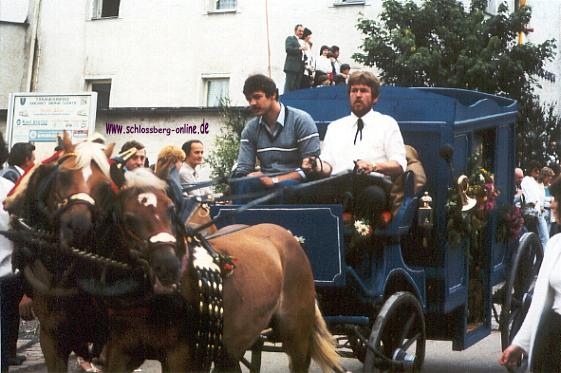
Une voiture à cheval du pèlerinage de 1982
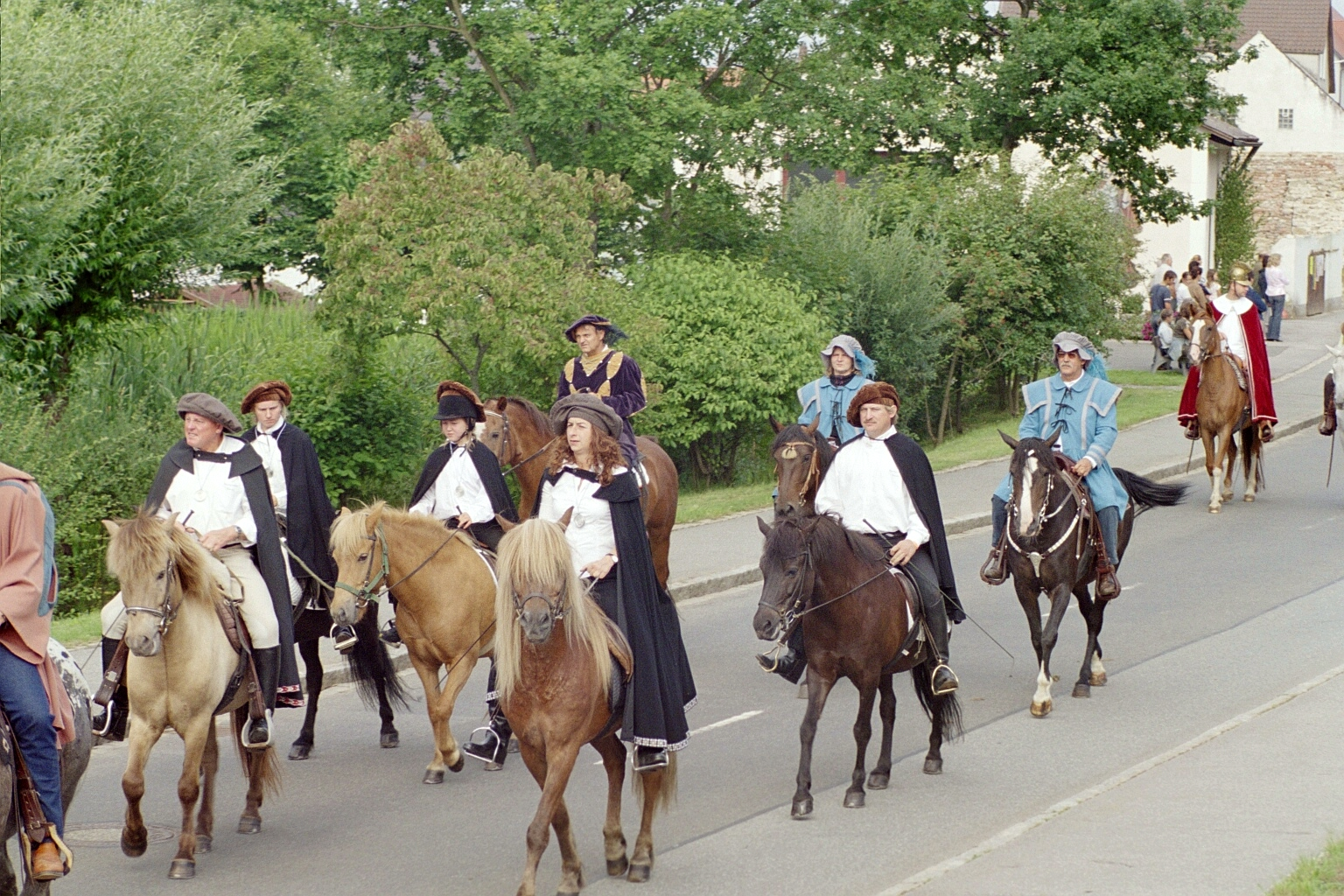
Cavaliers en 2005
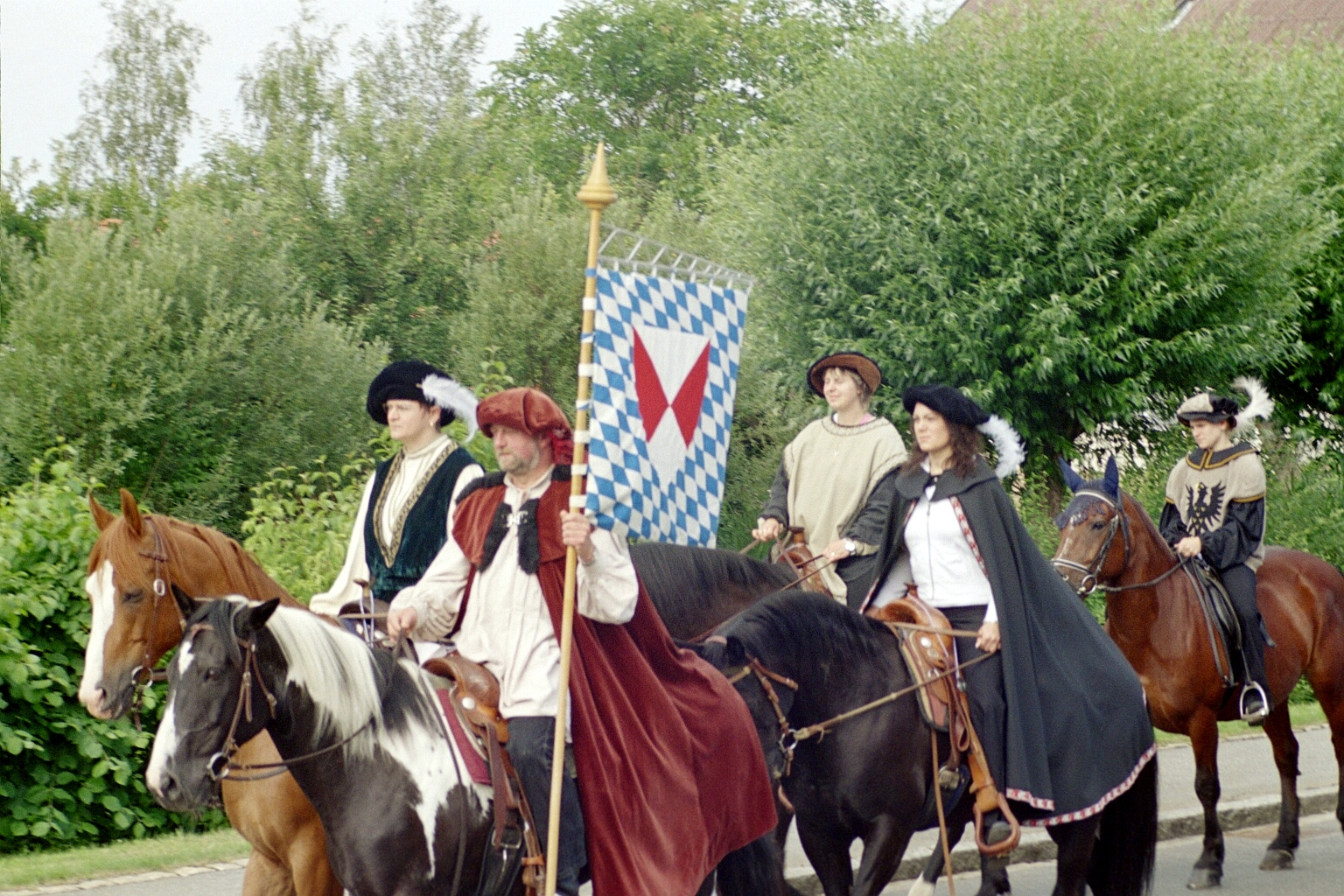
Cavaliers en 2005